# Аревалільйо-де-Сега
Аревалільйо-де-Сега (ісп. Arevalillo de Cega) — муніципалітет в Іспанії, у складі автономної спільноти Кастилія-і-Леон, у провінції Сеговія. Населення — 35 осіб (2010).
Муніципалітет розташований на відстані близько 85 км на північ від Мадрида, 31 км на північний схід від Сеговії.

## Демографія
Динаміка населення (INE ):